# Otto Hees
Pour les articles homonymes, voir Hees (homonymie).
Otto Hees (Petrópolis, 4 septembre 1870 - Petrópolis, 1941) est un photographe brésilien.

## Biographie

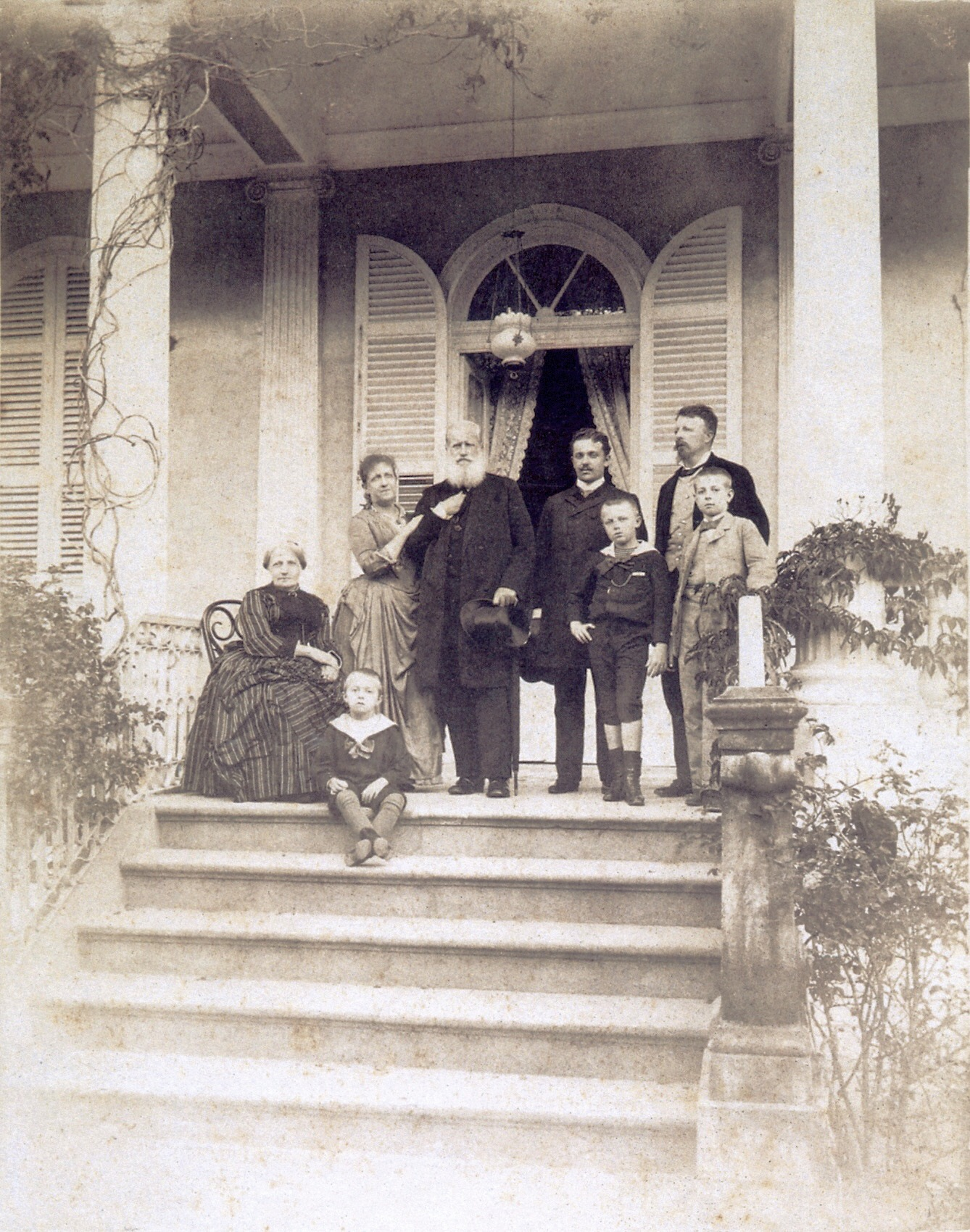
Famille impériale

Originaire d'une famille allemande, fils du photographe Pedro Hees (1841-1880), Otto Hees fut photographe de cour impériale, saisissant notamment Dom Pedro II et sa famille.
Otto Hees créa son propre studio en 1915.

## Source
- (pt) Cet article est partiellement ou en totalité issu de l’article de Wikipédia en portugais intitulé « Otto Hees » (voir la liste des auteurs).